# Kapillarspeicher
Kapillarspeicher dienen der Aufbewahrung und kontrollierten Abgabe von Flüssigkeiten.

## Aufbau
Sie bestehen aus einem mit kleinen, untereinander verbundenen Hohlräumen durchsetzten Material und einer Umhüllung. Ein verbreiteter Anwendungsfall sind die Tintenspeicher in Schreibgeräten, die in der Branche auch „Tampons“ genannt werden. Sie sind von zylindrischer Form und haben einen Durchmesser zwischen 5 und 17 mm bei einer Länge zwischen 50 und 120 mm. Ein Kern aus hauptsächlich in Längsrichtung orientierten Polyester- oder Celluloseacetat-Fasern wird von einer Folie umschlossen, die meist aus Polypropylen besteht. Die Tampons werden im Endlos-Verfahren hergestellt und auf Länge geschnitten. Vorne und hinten sind sie offen, so dass Tinte entnommen werden kann.